# Prague Open 1995
Prague Open 1995 — тенісний турнір, що проходив на відкритих кортах з ґрунтовим покриттям I. Czech Lawn Tennis Club у Празі (Чехія). Належав до турнірів 4-ї категорії в рамках Туру WTA 1995. Тривав з 8 до 14 травня 1995 року.

## Фінальна частина

### Одиночний розряд, жінки
Жюлі Алар —  Людмила Ріхтерова 6–4, 6–4
- Для Алар це був єдиний титул за сезон і 6-й — за кар'єру.

### Парний розряд, жінки
Лінда Гарві-Вілд /  Чанда Рубін —  Марія Ліндстрем /  Марія Страндлунд 6–7, 6–3, 6–2
- Для Гарві-Вілд це був 1-й титул за рік і 5-й — за кар'єру. Для Рубін це був єдиний титул за сезон і 3-й — за кар'єру.